# Nicholas Sprenger
Nicholas Sprenger (Brisbane, 14 maggio 1985) è un nuotatore australiano.
Specializzato nelle medie distanze dello stile libero, ha vinto una medaglia d'argento alle Olimpiadi di Atene 2004 nella staffetta 4x200 m stile libero.

## Palmarès
- Olimpiadi

Atene 2004: argento nella 4x200m sl.
- Mondiali

Barcellona 2003: oro nella 4x200m sl.
Montreal 2005: bronzo nella 4x200m sl.
- Mondiali in vasca corta

Indianapolis 2004: argento nella 4x200m sl.
Manchester 2008: oro nella 4x200m sl.